# Liste der Kreisstraßen im Donnersbergkreis
Die Liste der Kreisstraßen im Donnersbergkreis ist eine Auflistung der Kreisstraßen im rheinland-pfälzischen Donnersbergkreis.

## Abkürzungen
- K: Kreisstraße
- L: Landesstraße

## Liste
Die Kreisstraßen behalten die ihnen zugewiesene Nummer in der Regel nicht bei einem Wechsel in einen anderen Landkreis oder in eine kreisfreie Stadt. Nicht vorhandene bzw. nicht nachgewiesene Kreisstraßen werden in Kursivdruck gekennzeichnet, ebenso Straßen und Straßenabschnitte, die unabhängig vom Grund (Herabstufung zu einer Gemeindestraße oder Höherstufung) keine Kreisstraßen mehr sind.
Der Straßenverlauf wird in der Regel von Nord nach Süd und von West nach Ost angegeben.
| Nr.  | Verlauf |
| ---- | --- |
| K 1  | L 390 in Leithöfe – Potzbach – K 2 – L 401 in Lohnsfeld                                                              |
| K 2  | K 1 – Schmitterhof                                                                                                   |
| K 3  | Wackenbornerhof – L 387 in Höringen                                                                                  |
| K 4  | L 387 – Winnweiler – L 392                                                                                           |
| K 5  | (K 32 im Landkreis Kaiserslautern) – Kreisgrenze – Messersbacherhof – L 387                                          |
| K 6  | L 386 in Dörrmoschel – Felsbergerhof – Spreiterhof – Kreisgrenze – (K 32 im Landkreis Kaiserslautern)                |
| K 7  | L 386 – Dörnbach –                                                                                                   |
| K 8  | (K 77 im Landkreis Kusel) – Kreisgrenze – Bisterschied – K 9 – K 11 – L 386                                          |
| K 9  | K 11 in Ransweiler – Bisterschied – K 8 – L 379 in Teschenmoschel                                                    |
| K 10 | – Alsenbrück – Münchweiler an der Alsenz – K 40 –                                                                    |
| K 11 | L 385 in Ransweiler – K 9 – Schönborn – K 8                                                                          |
| K 12 | Inkeltalerhof – /L 386                                                                                               |
| K 13 | Untermittweilerhof – Katzenbach – Rockenhausen – L 386                                                               |
| K 14 | L 385 in Neubau – Stahlberg                                                                                          |
| K 15 | L 385 – Schwarzengraben                                                                                              |
| K 16 | L 379 in Schiersfeld – in Mannweiler                                                                                 |
| K 17 | L 379 in Obermoschel – Moschellandsberg                                                                              |
| K 18 | (K 3 im Landkreis Alzey-Worms) – Kreisgrenze – L 404 in Mörsfeld                                                     |
| K 19 | (K 8 im Landkreis Alzey-Worms) – Kreisgrenze – Orbis – K 22 – Haide – L 386 – Kirchheimbolanden – K 59 – L 386/L 401 |
| K 20 | (K 78 im Landkreis Bad Kreuznach) – Kreisgrenze – K 21 – in Obermoschel                                              |
| K 21 | K 20 – Kreisgrenze – (K 79 im Landkreis Bad Kreuznach)                                                               |
| K 22 | K 19 in Orbis – Morschheim – K 23 – L 401/L 446                                                                      |
| K 23 | K 22 in Morschheim – L 401                                                                                           |
| K 24 | L 403 – L 400 in Münsterappel                                                                                        |
| K 25 | L 403 in Alsenz – Oberndorf – – Schmalfelderhof – K 26 – L 400 in Gaugrehweiler                                      |
| K 26 | K 25 in Schmalfelderhof – K 27 – K 29 – L 400                                                                        |
| K 27 | K 26 in Schmalfelderhof – Leiningerhof                                                                               |
| K 28 | in Cölln – K 30 – Morsbacherhof                                                                                      |
| K 29 | K 26 – Bremricherhof                                                                                                 |
| K 30 | K 28 – Unterer Stolzenbergerhof – Oberer Stolzenbergerhof – nicht befahrbare Strecke – in Steckweiler                |
| K 31 | Hoferhof – L 385 |
| K 32 | L 385 – Hanauerhof                                                                                                   |
| K 33 | L 385/L 400 in Gerbach – Schneebergerhof – L 404                                                                     |
| K 34 | L 394 – Ruppertsecken – K 35 – L 386                                                                                 |
| K 35 | K 34 – Ober-Gerbacherhof – Unter-Gerbacherhof                                                                        |
| K 36 | L 386 in Rockenhausen – Hintersteinerhof                                                                             |
| K 37 | L 394 – Falkenstein – L 392                                                                                          |
| K 38 | L 392 in Imsbach – Weiße Grube Imsbach                                                                               |
| K 39 | L 401 in Langmeil – K 40 – Sippersfeld – K 43 – L 394                                                                |
| K 40 | K 10 in Münchweiler an der Alsenz – Gonbach – K 39                                                                   |
| K 41 | K 10 in Langmeil – Bahnhof Langmeil                                                                                  |
| K 42 | L 394 – Pfrimmerhof                                                                                                  |
| K 43 | L 401 – Börrstadt – K 44 – K 39 in Sippersfeld                                                                       |
| K 44 | K 43 in Börrstadt – L 394 in Breunigweiler                                                                           |
| K 45 | Röderhof – L 401 |
| K 46 | Hahnweilerhof – L 401                                                                                                |
| K 47 | L 401 in Standenbühl – K 48 – K 83 – L 401 in Dreisen                                                                |
| K 48 | L 397 in Weitersweiler – K 47 (2015 zur Gemeindestraße abgestuft)                                                    |
| K 49 | L 401 – Münsterhof                                                                                                   |
| K 50 | L 397 – Jakobsweiler – L 394                                                                                         |
| K 51 | Donnersberg – K 82 – L 394 in Dannenfels                                                                             |
| K 52 | L 397 in Bennhausen – K 53 in Bolanden                                                                               |
| K 53 | L 398 – Bolanden – K 52 – K 54 – L 398                                                                               |
| K 54 | K 53 in Bolanden – Weierhof –                                                                                        |
| K 57 | – Froschauerhof |
| K 58 | Neuhof – L 386 |
| K 59 | K 19 in Kirchheimbolanden – Schillerhain                                                                             |
| K 60 | Heubergerhof – Bischheim – L 386                                                                                     |
| K 61 | L 386/L 445 – L 447 in Gauersheim                                                                                    |
| K 62 | L 386 – Stetten – L 447                                                                                              |
| K 63 | – Heyerhof |
| K 64 | – Einselthum – Zell – K 65 – Kreisgrenze – (K 34 im Landkreis Alzey-Worms)                                           |
| K 65 | K 64 in Zell – K 66 – in Harxheim                                                                                    |
| K 66 | K 65 – Niefernheim –                                                                                                 |
| K 69 | L 447 in Ottersheim – Rüssingen – K 70 – L 449 in Göllheim                                                           |
| K 70 | K 69 in Rüssingen – L 450 in Biedesheim                                                                              |
| K 71 | L 450 – L 448 in Lautersheim                                                                                         |
| K 73 | in Eisenberg (Pfalz) – Kreisgrenze                                                                                   |
| K 74 | L 395 in Ramsen – Kreisgrenze – (K 35 im Landkreis Bad Dürkheim)                                                     |
| K 75 | Stauf – K 76 – Steinborn – L 395                                                                                     |
| K 76 | K 78 – K 75 in Steinborn                                                                                             |
| K 78 | L 396 – Kloster Rosenthal – K 76 – – L 449 – L 452 in Kerzenheim                                                     |
| K 80 | K 83 – – L 396 in Göllheim                                                                                           |
| K 81 | Ripperterhof – L 395 in Ramsen                                                                                       |
| K 82 | L 386/L 394 in Bastenhaus – K 51 am Donnersberg                                                                      |
| K 83 | Dreisen – K 80 – südliche Strecke – K 80 in Göllheim                                                                 |
| K 84 | (K 43 im Landkreis Kusel) – Kreisgrenze – Seelen – K 85 in Reichsthal                                                |
| K 85 | L 386 in Rathskirchen – Reichsthal – K 84 – Kreisgrenze – (K 71 im Landkreis Kaiserslautern)                         |